# یواس‌اس ویلکس (دی‌دی-۶۷)
یواس‌اس ویلکس (دی‌دی-۶۷) (به انگلیسی: USS Wilkes (DD-67)) یک کشتی بود که طول آن ۹۶٫۱ متر (۳۱۵ فوت) بود. این کشتی در سال ۱۹۱۶ ساخته شد.